# Дуб черешчатий (Криниця)
Дуб чере́шчатий — ботанічна пам'ятка природи місцевого значення в Україні. Розташована в межах Лохвицького району Полтавської області, в західній частині села Криниця. 
Площа 0,05 га. Статус надано згідно з рішенням облвиконкому № 75 від 14.03.1989 року. Перебуває віданні Лохвицького управління житлово-комунального господарства. 
Статус надано для збереження одного екземпляра вікового дуба звичайного віком близько 260 років. Обхват дерева на висоті 1,3 м. у 2021 році становив 434 см. 

## Галерея

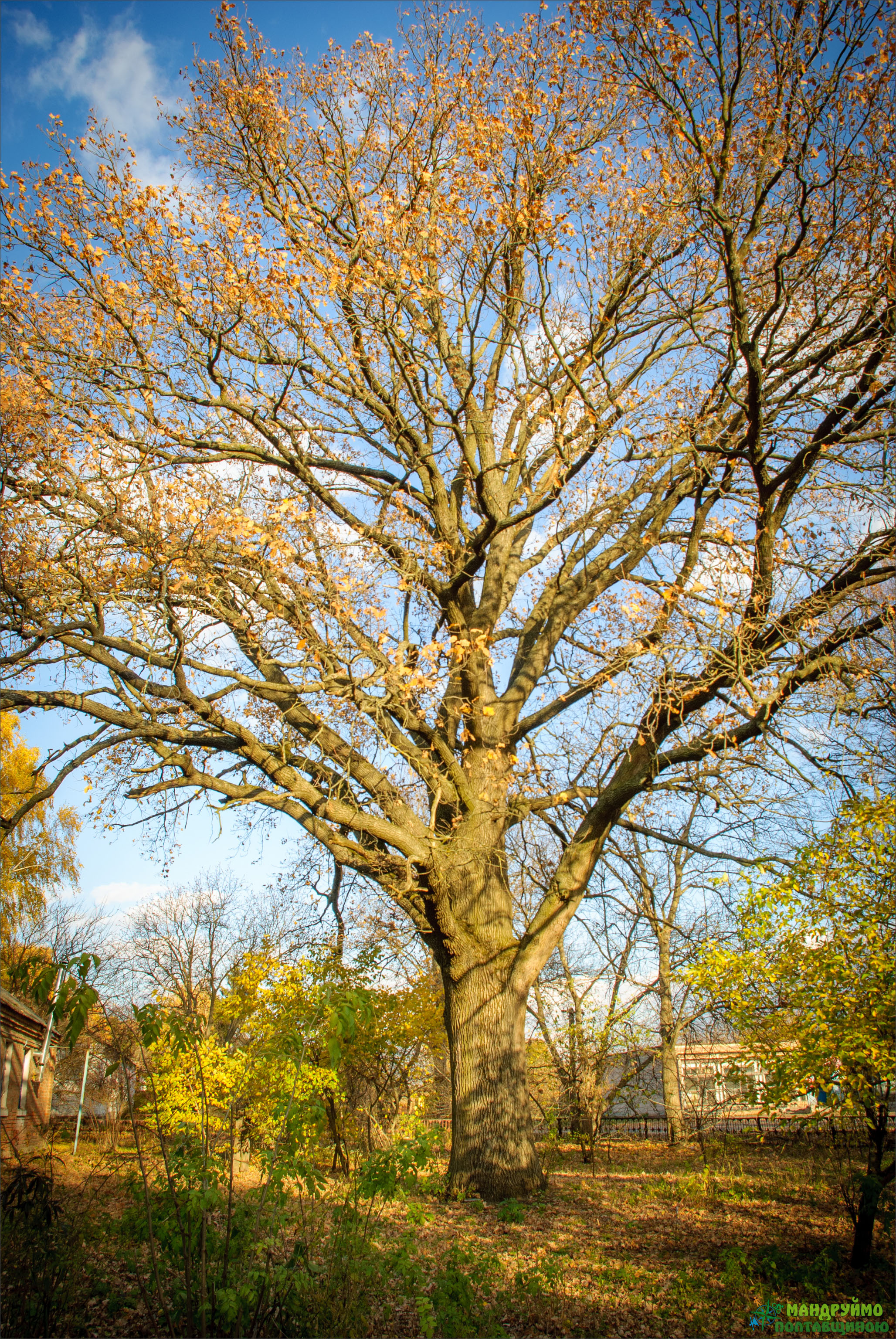
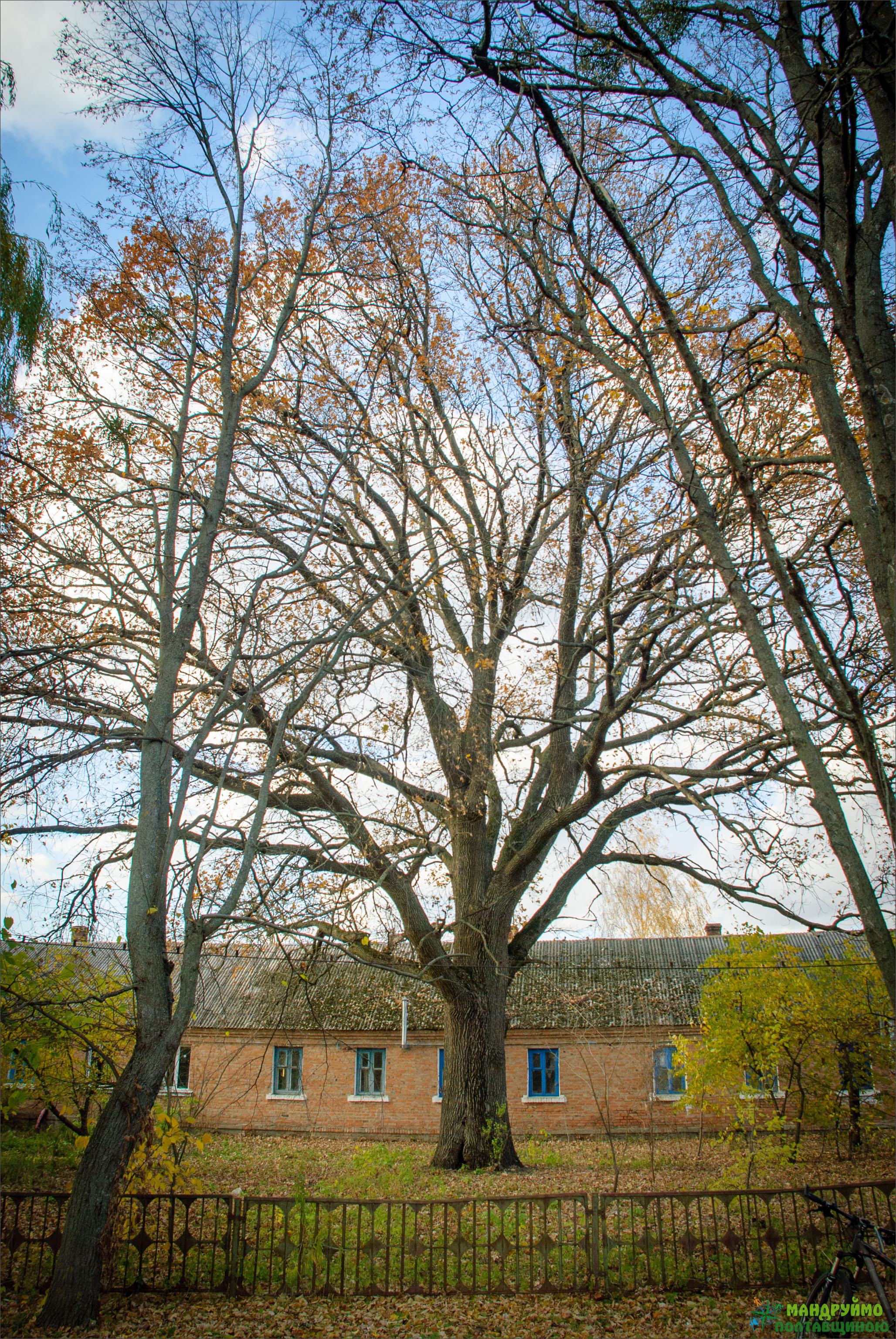